# Oponice
Oponice (bis 1927 slowakisch auch „Aponice“; deutsch Apponitz, ungarisch Appony) ist ein Ort und eine Gemeinde im Okres Topoľčany (Nitriansky kraj) im Westen der Slowakei, mit 834 Einwohnern (Stand 31. Dezember 2024).

## Geographie
Der Ort liegt im slowakischen Donauhügelland, genauer gesagt im Unterteil Nitrianska pahorkatina (Neutraer Hügelland) am rechten Ufer der Nitra. Östlich der Gemeinde erhebt sich das Gebirge Tribeč, das gesetzlich als Landschaftsschutzgebiet Ponitrie geschützt wird. Das Ortszentrum ist 13 Kilometer von Topoľčany und 24 Kilometer von Nitra entfernt.

## Geschichte
Oponice als Ortschaft ist seit dem 9. Jahrhundert dauerhaft besiedelt, wird aber erst 1244 in einer Urkunde des Neutraer Kapitels schriftlich erwähnt. Weite Teile der Geschichte des Ortes sind mit der Burg Apponitz und dem ungarischen Geschlecht Apponyi eng verbunden, welches die Herrschaft von 1392 bis 1935 besaß. 
Bis 1910 teilte sich der Ort in Groß-Apponitz und Klein-Apponitz.

## Bevölkerung
| Jahr                | 1994 | 2004     | 2014    | 2024    |
| ------------------- | ---- | -------- | ------- | ------- |
| Anzahl der Personen | 832  | 917      | 830     | 834     |
| Unterschied         |      | +10,21 % | −9,48 % | +0,48 % |

| Jahr                | 2023 | 2024    |
| ------------------- | ---- | ------- |
| Anzahl der Personen | 832  | 834     |
| Unterschied         |      | +0,24 % |

## Sehenswürdigkeiten
- Burg Apponitz (slowakisch Oponický hrad), erbaut im 13. Jahrhundert, 1392 durch das Geschlecht Apponyi erworben, daher auch das Prädikat Apponyi de Nagy-Appony. Die Burg wurde über längere Zeit vor allem als Zufluchtsort genutzt. In der zweiten Hälfte des 17. Jahrhunderts wurde sie verstärkt, um in den Türkenkriegen standzuhalten. Ende des 16. Jahrhunderts wurde sie als Wohnort ausgebaut. Erbteilungen führten im frühen 17. Jahrhundert zum Bau eines neuen Schlosses im Ort. Im Dreißigjährigen Krieg brannte die Burg 1645 ab. Während des Rákóczi-Aufstands wurde die Ruine 1708 von Kuruzen als Versteck benutzt und vom kaiserlichen Heer beschossen. Seit 2000 wird die Ruine wieder instand gesetzt.
- Kleines Jagdschloss, heute Standort des Apponyi-Jagdmuseums (Apponyiho poľovnícke múzeum)
- Großes Jagdschloss, bis 1940 von Mitgliedern des Geschlechts Apponyi bewohnt, heute ein Luxushotel, umfasst auch einen Teil der Apponyi-Bibliothek (30.000 Bände)
- klassizistische römisch-katholische Peter-und-Paul-Kirche aus dem Jahr 1793

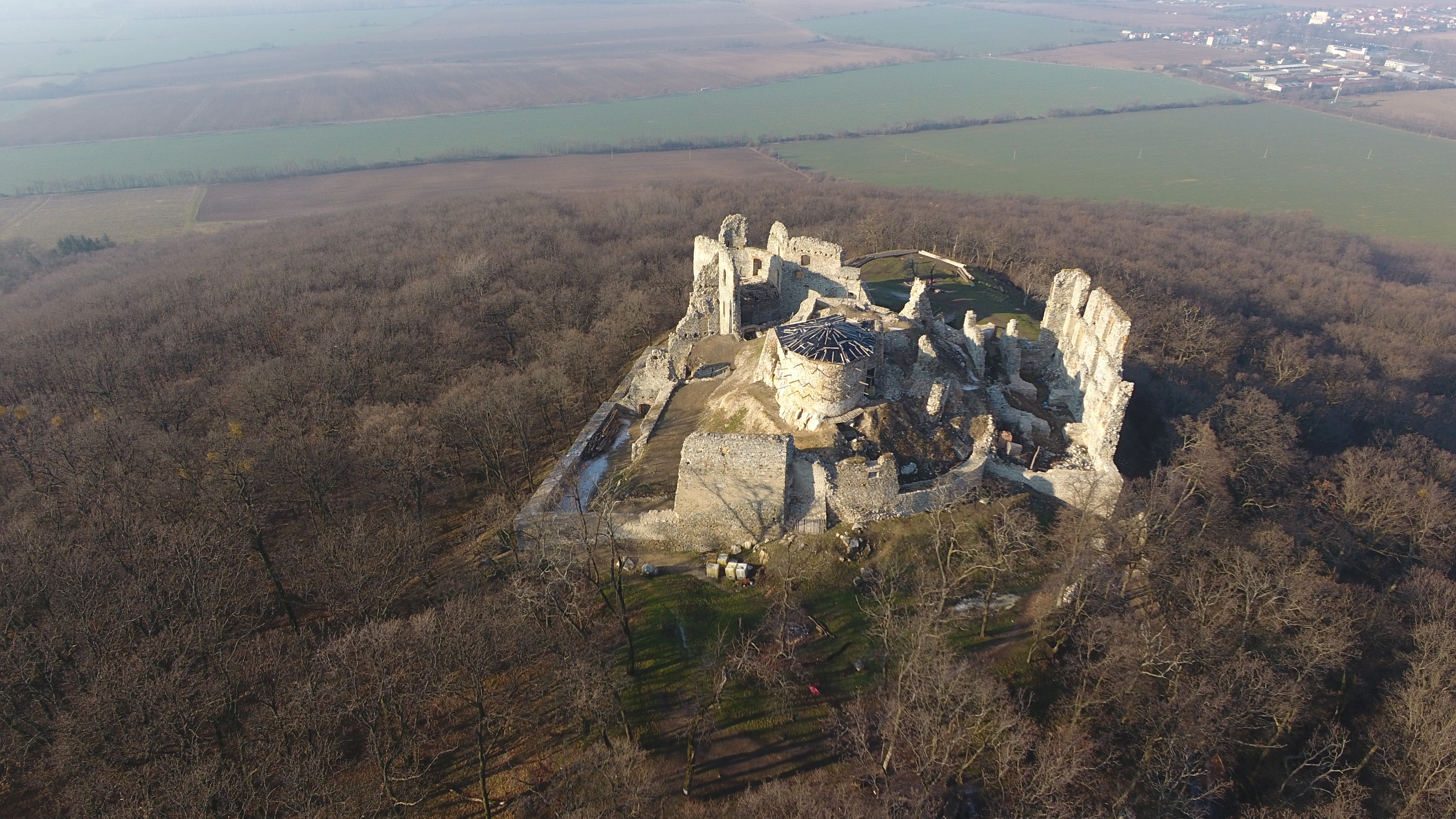
Burg Apponitz
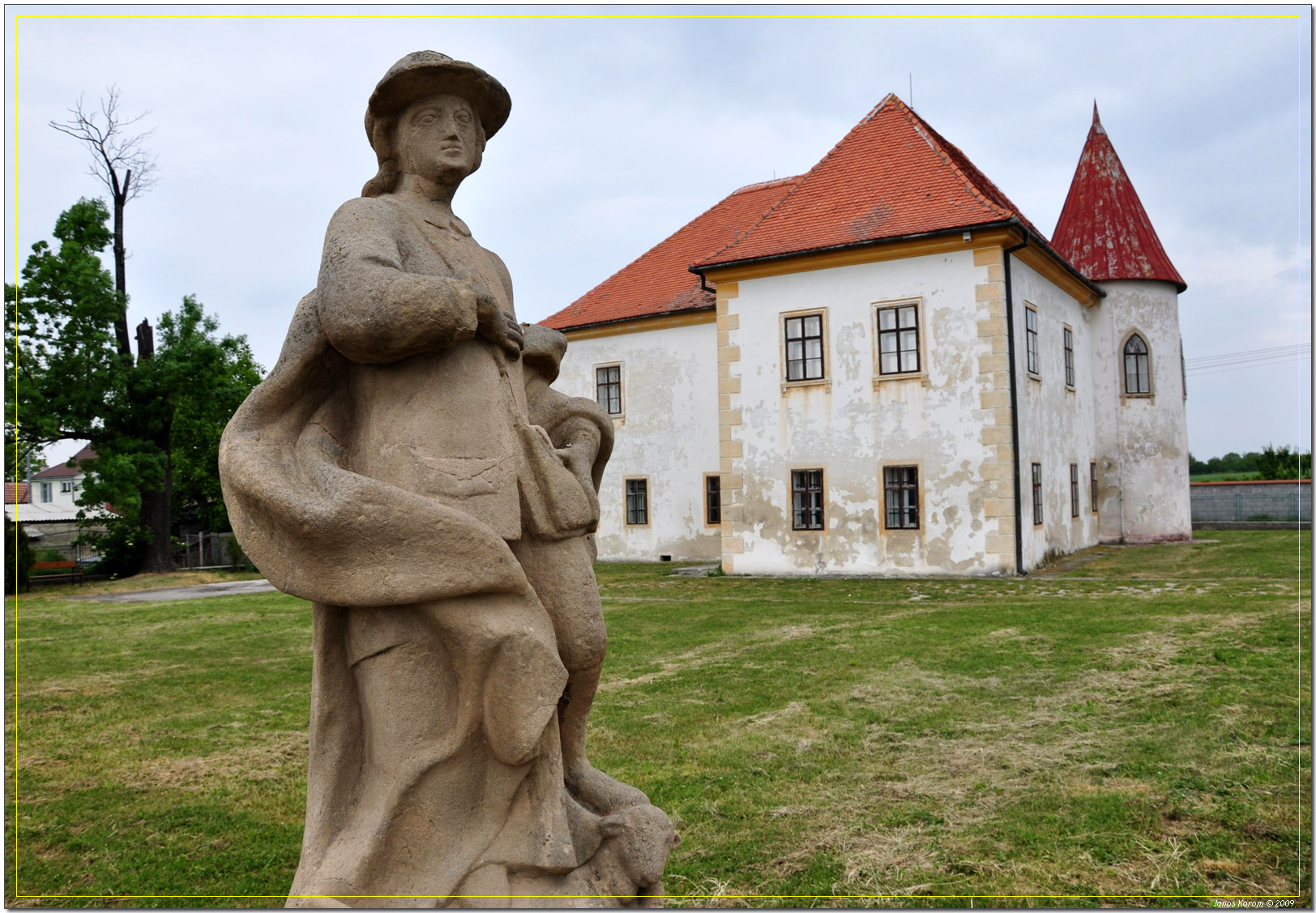
Kleines Jagdschloss
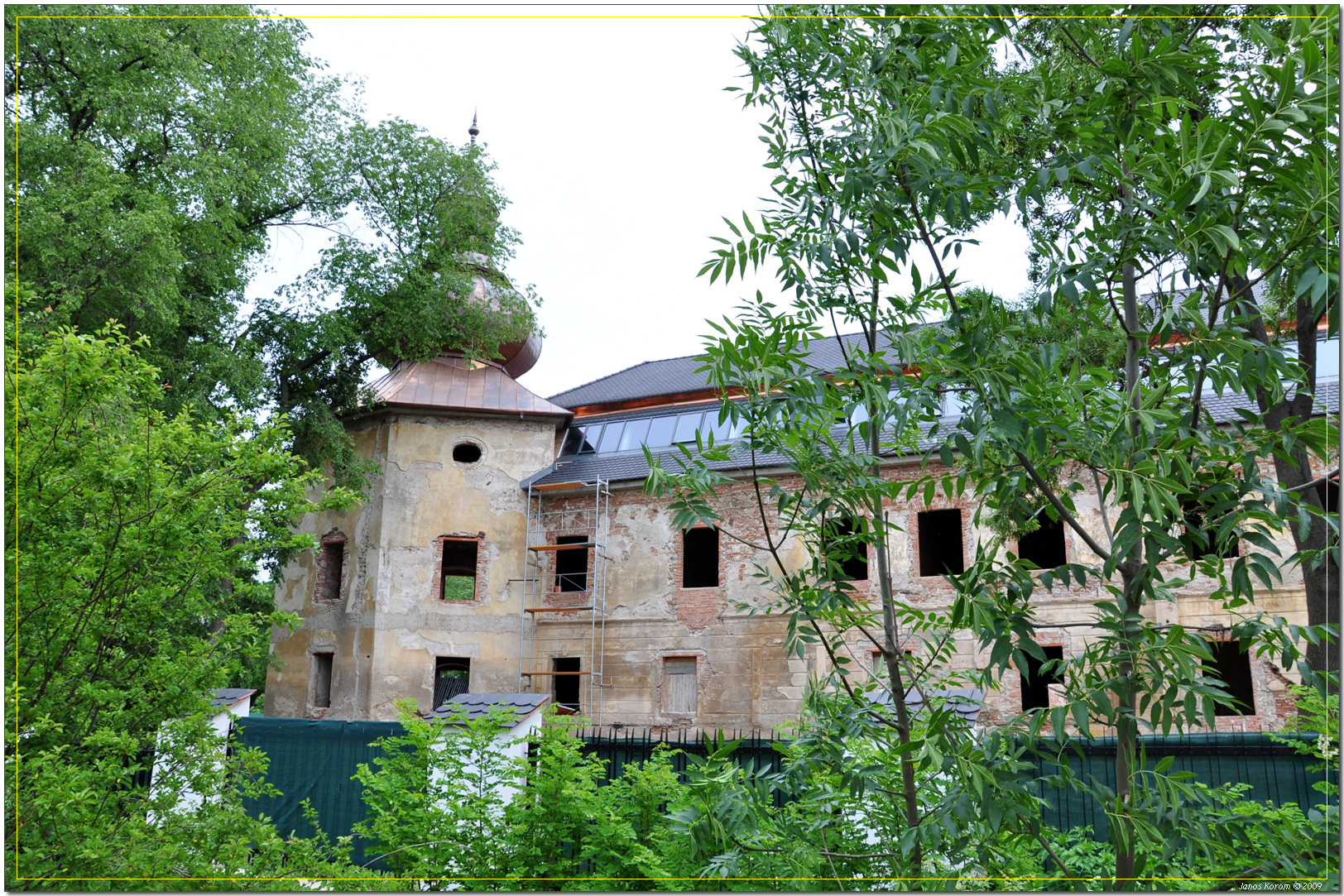
Großes Jagdschloss (während der Renovierung)